# Металургійний завод Доніамбо
Металургійний завод Доніамбо – виробничий майданчик у Меланезії на острові Нова Каледонія (заморське володіння Франції).

## Перший етап історії
В останній чверті XIX століття Нова Каледонія стала центром видобутку нікелю світового значення, при цьому ще до кінця того ж століття тут запустили плавильні заводи у Pte Chaleix (район головного міста колонії Нумеа) та Ouroue (район рудника Тіо), втім вони пропрацювали недовго. Нарешті в 1910 році так само в районі Нумеа запустили металургійний завод Доніамбо, що з того часу успішно працює вже понад століття. Проект реалізувала Groupe Ballande, при цьому спершу він безпосередньо належав Société des Hauts Fourneaux de Nouméa, а з 1928-го перейшов до Charbonnages, Minerais et Métaux de la Nouvelle-Calédonie (Calédonia), оскільки у розвитку майданчику також взяли участь Banque de l'Indochine та Société Générale de Belgique.
Первісно завод використовував технологію доменних печей (точніше – вагранок), що давали можливість переробляти руду з вмістом цільового компоненту не менше 5% та випускати нікелевий шлак з вмістом нікелю до 45%. За початковим проектом завод отримав 8 вагранок, що мали сукупно переробляти 35 тисяч тонн руди на рік. В 1911-му фактично було використано 32 тисячі тонн руди, а в 1912-му 36 тисяч тонн (з вмістом нікелю від 5% до 6%), при цьому випустили 2899 та 3367 тонн нікелевого штейну відповідно. У 1916-му ввели в дію бессемеріську піч, що мало дати змогу випускати продукт з вмістом нікелю до 76%. При цьому в 1917-му з Доніамбо експортували вже 4949 тонн штейну. В Європі штейн надходив для подальшої переробки на заводи у Гаврі тf Антверпені.
Необхідні для запуску печей кокс, гіпс та інші матеріали доправили з Франції, в подальшому ж перейшли на закупівлі коксу у набагато ближчій Австралії. Вживали й заходи щодо переходу на місцеву сировину. Так, з 1917-го гіпс постачала новокаледонська копальня Поя, а станом на 1922 рік велось будівництво колії від належної власнику плавильного заводу вугільної копальні Moindou. Значення цього проекту підкрислив страйк 1923 року в Австралії, коли довелось терміново фрахтувати кокс у Європі. Окрім копальні мали збудувати коксохімічний завод, який би використовував місцеве та австралійське вугілля у пропорції 2:1. Фактично коксове виробництво почали зводити в 1927-му та змогли ввести в дію наприкінці 1928 року, при цьому планувалось в подальшому додатково зменшити собівартість за рахунок спалювання коксового газу (та організувати вилучення бензолу).
За перше півріччя 1928-го завод випустив 1710 тонн нікелевого штейну, для чого спожив 40 тисяч тонн руди. В 1929 та 1930 роках експорт продукції залишався високим – 3082 та 4173 тонни відповідно, втім, станом на 1931-й стало зрозуміло, що вугільна копальня Moindou не виправдала очікувань.
На тлі потужної світової економічної кризи Calédonia почала брати під свій контроль найвідоміша гірнича компанія острова Société le Nickel (SLN). На той час вона вже мала два власні плавильні заводи у Тіо та Яте, проте в 1931-му вирішила закрити їх та перемістити обладнання у Доніамбо. В 1933-му SLN створила компанію Société nouvelle Calédonickel, а у 1937-му Calédonia ліквідували.

## Розвиток у другій половині XX століття
У 1958-му майданчик перейшов на використання електропечей, живлення яких організували за рахунок прокладання ЛЕП від ГЕС Яте (вперше була запущена ще наприкінці 1920-х для живлення згаданого вище плавильного заводу, а в 1950-х перебудована з кількаразовим збільшенням потужності). Спершу втановили печі Elkem, а в 1972 році ввели в дію першу піч від німецької компанії Demag.
Станом на кінець 1970-х завод випускав штейн з вмістом нікелю від 75% до 78% та феронікель з вмістом нікелю від 22% до 37%. Останній могли використовуати безпосередньо металургійні заводи, тоді як штейн проходив наступний етап переробки у Гаврі.
В 1975-му вдалось досягнути рекордного показника у 71 тисячу тонн (в перерахунку на чистий нікель), при цьому проектну потужність довели до 90 тисяч тонн. Втім, на початку 1980-х у світовій нікелевій промисловості почалась криза і в 1982 та 1983 роках виробили лише 35 та 24 тисячі тонн відповідно.

## Сучасний стан
На початку 2020-х майданчик мав проектну потужність у 55 тисяч тонн нікелю, при цьому цей показник фактично утримували протягом останніх 25 років (за виключенням 2019-го). Для забезпечення такого показника три рудовози здійснюють за рік понад півтори сотні рейсів між береговими завантажувальними майданчиками новокаледонських копалень та доправляють до Доніамбо біля 3,3 млн тонн руди з вмістом нікелю не менше 1,8%. Найбільшими рудниками SLN наразі є Тіо, Куауа, Непуї-Копето та Tiebaghi. З 2019-го великі обсяги руди почав постачати рудник Поум, проте за кілька років він зупинився на тлі скандалу з фінансовими махінаціями в компанії, яка отримала право на надання послуг з ведення гірничих робіт. Також поставки можуть здійснювати менші рудники та копальні інших виробників.
Первісно руду пропускають через дві печі-сушарки продуктивністю по 200 тонн на годину, які зменшують вологість руди, після чого вона потрапляє до п’яти обертових обпалювальних печей, що працюють з температурою 900 градусів. Далі відбувається етап плавки в електропечах при температурі у 1600 градусів Цельсію. Завод має три електропечі, з яких одну в 2004-му модернізували до рівня у 75 МВт (тоді ж розпочали проект збільшення потужності другої печі з 37 до 60 МВт).
Відомо, що станом на другу половину 2000-х п’ята частина феронікелю проходила через два послідовні конвертера Пірса-Сміта (бесемерівський процес), що випускали продукт з вмістом нікелю 75%.
Продукція заводу містить певний відсоток кобальту, тому при подальшій переробці з неї вилучають біля 1500 тисяч тонн хлориду кобальту на рік.
Також можливо відзначити, що з 1985-го SLN стала 100% дочірньою компанією групи Eramet. В 1994-му 10% участі отримала японська Nisshin Steel, а в 2000 – 2008 роках 34% відійшли компанії Société Territoriale Calédonienne de Participation Industrielle (STCPI), що представляє три провінції Нової Каледонії.